# Joan Barbará
Joan Barbarà jugador de fútbol español nacido el 23 de julio de 1966 en Hospitalet de Llobregat. Fue el segundo entrenador del Barça Atlètic que dirigía Luis Enrique y ha jugado en el equipo veteranos del FC Barcelona de fútbol indoor. Actualmente, es el tercer entrenador de la era Xavi en el primer equipo de fútbol del FC Barcelona.
Formado en el Sants, fue fichado por el Sabadell en la temporada 1986-87, club con el que debutó en primera división el 18 de enero de 1987 en un Mallorca 1-0 Sabadell; ese año el Sabadell terminó penúltimo aunque mantuvo la categoría debido al sistema de play-offs por la permanencia que se disputó ese año. La temporada siguiente el Sabadell volvió a ser penúltimo y en esta ocasión descendió pero Barbarà, que por entonces contabilizaba 41 partidos en la máxima categoría, permanecería en el equipo hasta 1993 año del descenso del equipo a segunda "B", que al bajar a categoría no profesional se le aplicó un descenso administrativo y por consiguiente el descenso a 3ª división.
Ese verano de 1993 fue fichado por la Unión Deportiva Salamanca, que se encontraba en segunda división "B", en el equipo charro se hizo rápidamente con un puesto de titular y al finalizar la temporada el equipo conseguía el ascenso a segunda división. La temporada siguiente,1994-95, el Salamanca terminó cuarto en la división de plata y conseguía el ascenso a primera tras derrotar al Albacete en la promoción, la aportación de Barbarà resultó clave esa temporada disputó, 36 partidos y anotó 13 goles, siendo el jugador más destacado a lo largo del año.
El retorno de Barbarà a la primera división fue muy bueno a nivel individual, jugó 42 partidos y anotó 12 goles, pero sus buenas actuaciones no consiguieron evitar el descenso del equipo a segunda división. Sin embargo el retorno del Salamanca a la categoría de plata fue efímero ya que concluyó la temporada 1996-97 en segunda posición y Barbarà contribuiría con siete goles al ascenso.
Con el club charro vivió un nuevo descenso a Segunda División en la temporada 1998-99. Aunque en los últimos años en el Salamanca sus apariciones con el equipo fueron disminuyendo su aportación siempre resultó fundamental para resolver muchos partidos, dejando muestras constantes de su calidad, lo que le valió para convertirse en uno de los jugadores más queridos por la afición y uno de los jugadores referencia en la era moderna de la Unión Deportiva Salamanca.
Tras abandonar la Unión Deportiva Salamanca se incorporó al club de su ciudad natal, Centre d'Esports L'Hospitalet, donde se retiró como profesional tras vivir el descenso a tercera división al finalizar la temporada 2002-03. En su última temporada como profesional en el "Hospi" no aportó todo aquello que se esperaba de un jugador con gran experiencia y calidad como él, pero dio muestras sobradas de su compromiso y calidad técnica.
Al abandonar el fútbol activo se incorporó al esquema técnico del Fútbol Club Barcelona como entrenador de delanteros.

## Equipos
- UE Sants  ( España): 1983-86
- CE Sabadell ( España): 1986-1993
- UD Salamanca ( España): 1993-2001
- UE Lleida ( España): 2001-2002
- CE L'Hospitalet ( España): 2002-2003.